# Liechtenstein ai Giochi della XXIX Olimpiade
Il Liechtenstein ha partecipato ai Giochi della XXIX Olimpiade di Pechino, svoltisi dall'8 al 24 agosto 2008, con una delegazione di 2 atleti.

## Atletica leggera
| Gara     | Atleta         | Tempo     | Posizione |
| -------- | -------------- | --------- | --------- |
| Maratona | Marcel Tschopp | 2h 35'06" | 74        |

## Tiro
| Gara                         | Atleta           | Qualificazioni | Qualificazioni | Finale    | Finale       | Finale |
| Gara                         | Atleta           | Punteggio      | Pos.           | Punteggio | Punt. totale | Pos.   |
| ---------------------------- | ---------------- | -------------- | -------------- | --------- | ------------ | ------ |
| Carabina 10 m aria compressa | Oliver Geissmann | 588            | 34             |           |              |        |